# Arnold Lobel
Arnold Stark Lobel (22. května 1933 v Los Angeles – 4. prosince 1987 v New Yorku) byl americký autor knížek pro děti, které sám i ilustroval.
Do češtiny byly přeloženy hlavně příběhy dvou žabáků Kvaka a Žbluňka (orig. Frog and Toad), které se dočkaly několika vydání. Jeho postavy zažívají obyčejné příběhy s téměř dětskou naivitou, avšak svým bezelstně přátelským chováním a na dětskou literaturu nezvykle bohatou škálou pocitů (smutek, strach, osamělost, ale i naopak touha po samotě, vzájemná starost, leč třeba i pocit trapnosti) vzbuzují jednoznačné sympatie. Svou prostou moudrostí tak mohou oslovit i dospělé.
V osmdesátých letech se rozešel s manželkou Anitou Lobel a přestěhoval se do Greenwich Village. Na konci života se o něj staral jeho partner Howard Weiner. Zemřel 4. prosince 1987 ve věku 54 let na zástavu srdce poté, co nějakou dobu trpěl AIDS.